# Gastón Verón
Gastón Verón (Puerto Vilelas, Chaco, Argentina; 23 de abril de 2001) es un futbolista argentino. Juega de delantero en Central Córdoba (SdE), de la Primera División de Argentina.

## Carrera
Verón llegó a Argentinos Juniors a los 11 años. En 2017 salió campeón con la séptima división, y un año después firmó su primer contrato profesional. Debutó el 28 de enero de ese mismo año frente a San Martín de San Juan. Meses más tarde, convirtió su primer gol frente a Lanús.

## Estadísticas

### Clubes
Actualizado hasta su último partido disputado el 14 de agosto de 2025.
| Club                             | Div.          | Temporada     | Liga  | Liga  | Liga   | Copas nacionales | Copas nacionales | Copas nacionales | Torneos internacionales | Torneos internacionales | Torneos internacionales | Total | Total | Total  |
| Club                             | Div.          | Temporada     | Part. | Goles | Asist. | Part.            | Goles            | Asist.           | Part.                   | Goles                   | Asist.                  | Part. | Goles | Asist. |
| -------------------------------- | ------------- | ------------- | ----- | ----- | ------ | ---------------- | ---------------- | ---------------- | ----------------------- | ----------------------- | ----------------------- | ----- | ----- | ------ |
| Argentinos Juniors Argentina     | 1.ª           | 2017-18       | 2     | 0     | 0      | —                | —                | —                | —                       | —                       | —                       | 2     | 0     | 0      |
| Argentinos Juniors Argentina     | 1.ª           | 2018-19       | 11    | 1     | 0      | 2                | 0                | 0                | —                       | —                       | —                       | 13    | 1     | 0      |
| Argentinos Juniors Argentina     | 1.ª           | 2019-20       | —     | —     | —      | —                | —                | —                | —                       | —                       | —                       | 0     | 0     | 0      |
| Estudiantes de Caseros Argentina | 2.ª           | 2020-21       | 6     | 1     | 0      | 1                | 0                | 0                | —                       | —                       | —                       | 7     | 1     | 0      |
| Estudiantes de Caseros Argentina | 2.ª           | 2021          | 9     | 1     | 0      | —                | —                | —                | —                       | —                       | —                       | 9     | 1     | 0      |
| Estudiantes de Caseros Argentina | Total club    | Total club    | 15    | 2     | 0      | 1                | 0                | 0                | 0                       | 0                       | 0                       | 16    | 2     | 0      |
| Argentinos Juniors Argentina     | 1.ª           | 2022          | 26    | 6     | 0      | 14               | 1                | 2                | —                       | —                       | —                       | 40    | 7     | 2      |
| Argentinos Juniors Argentina     | 1.ª           | 2023          | 24    | 0     | 0      | 6                | 2                | 0                | 8                       | 0                       | 0                       | 38    | 2     | 0      |
| Argentinos Juniors Argentina     | 1.ª           | 2024          | 17    | 0     | 0      | 16               | 2                | 2                | 5                       | 1                       | 0                       | 38    | 3     | 2      |
| Argentinos Juniors Argentina     | Total club    | Total club    | 80    | 7     | 0      | 38               | 5                | 4                | 13                      | 1                       | 0                       | 131   | 13    | 4      |
| Central Córdoba (SdE) Argentina  | 1.ª           | 2025          | 17    | 6     | 1      | 1                | 0                | 0                | 7                       | 3                       | 0                       | 25    | 9     | 1      |
| Central Córdoba (SdE) Argentina  | Total club    | Total club    | 17    | 6     | 1      | 1                | 0                | 0                | 7                       | 3                       | 0                       | 25    | 9     | 1      |
| Total carrera                    | Total carrera | Total carrera | 112   | 15    | 1      | 40               | 5                | 4                | 20                      | 4                       | 0                       | 172   | 24    | 5      |
| 1. 2.                            |               |               |       |       |        |                  |                  |                  |                         |                         |                         |       |       |        |